# Corinna Herold
Pour les articles homonymes, voir Herold.
Corinna Herold (né le 26 novembre 1961 à Eisfeld) est une dentiste et femme politique allemande (AfD). Elle est membre du Landtag de Thuringe depuis 2014. 

## Biographie
Herold étudie l'odontologie à l'Université Friedrich Schiller à Iéna de 1982 à 1988. Jusqu'en 1990, elle travaille dans une clinique ambulatoire rurale de l'État à Neudietendorf. En 1992, elle créé son propre cabinet. Herold est divorcée et a un fils adulte. Elle habite à Erfurt. 

## Politique
Depuis avril 2013, Herold est membre d'Alternative pour l'Allemagne et depuis décembre 2013, elle est observatrice à l'Association de l'arrondissement de Thuringe centrale. En mai 2014, elle est élue au conseil municipal d'Erfurt pour l'AfD. Lors des élections régionales de 2014 et 2019  elle est élue au Landtag de Thuringe via la liste régionale de l'AfD. En mars 2015, elle signe la résolution d'Erfurt. 
En octobre 2015, la question parlementaire posée par Herold au gouvernement de l'État de Thuringe concernant le nombre d'homosexuels, de bisexuels et de transsexuels en Thuringe fait sensation dans les médias nationaux. 
En février 2016, Herold prend la présidence de l'Association de l'arrondissement de Thuringe centrale. 

## Positionnement politique
Herold est contre le "braconnage des travailleurs qualifiés au détriment des pays d'origine" afin de contrer la pénurie de travailleurs qualifiés en Allemagne et voudrait plutôt faciliter l'accès au marché du travail national pour les migrants qui vivent déjà en Allemagne. 